# Episodi di Martin Mystère
Questa è la lista degli episodi di Martin Mystère.  La serie è stata trasmessa per la prima volta in Canada sul canale televisivo YTV dal 1º ottobre 2003 al 27 marzo 2006. In Italia gli episodi sono stati trasmessi su Rai 2 a partire dall'8 novembre 2004. La prima stagione italiana è costituita dalle stagioni 1 e 2 per un totale di 40 episodi; di conseguenza la seconda stagione italiana corrisponde alla stagione 3. L'ordine con cui sono stati prodotti gli episodi non corrisponde a quello con cui sono stati trasmessi: sebbene il primo episodio sia It Came from the Bog presentato in anteprima il 28 settembre 2003 durante la Comiconvention di Milano è stato catalogato come 11º episodio.
La prima stagione è composta da 26 episodi, mentre la seconda da 15 episodi.
| N°               | N°             | Titolo originale                   | Titolo italiano                        | Data Canada       | Data Italia      |
| Prima stagione   | Prima stagione | Prima stagione                     | Prima stagione                         | Prima stagione    | Prima stagione   |
| ---------------- | -------------- | ---------------------------------- | -------------------------------------- | ----------------- | ---------------- |
| 1                | 11             | It Came from the Bog               | L'uomo nero                            | 1º ottobre 2003   | 22 novembre 2004 |
| 2                | 6              | Terror from the Sky                | Il risveglio della regina              | 8 ottobre 2003    | 15 novembre 2004 |
| 3                | 12             | The Creeping Slime                 | L'amuleto dello sciamano               | 15 ottobre 2003   | 23 novembre 2004 |
| 4                | 7              | Curse of the deep                  | Il tesoro del Leviatano                | 29 ottobre 2003   | 16 novembre 2004 |
| 5                | 8              | Mark of the Shapeshifter           | Lo spirito del lupo                    | 5 novembre 2003   | 17 novembre 2004 |
| 6                | 9              | Mystery of the Vanishing           | Il drago del tempo                     | 12 novembre 2003  | 18 novembre 2004 |
| 7                | 3              | It Came from Inside the Box        | La scatola del caos                    | 19 novembre 2003  | 10 novembre 2004 |
| 8                | 14             | Attack of the Sandman              | Il regno degli incubi                  | 26 novembre 2003  | 25 novembre 2004 |
| 9                | 4              | Shriek From Beyond                 | Il mistero della sirena                | 3 dicembre 2003   | 11 novembre 2004 |
| 10               | 20             | Eternal Christmas                  | Il Natale perfetto                     | 17 dicembre 2003  | 3 dicembre 2004  |
| 11               | 15             | Return of The Dark Druid           | Il Druido Oscuro                       | 7 gennaio 2004    | 26 novembre 2004 |
| 12               | 13             | Nightmare of the Coven             | La Scuola Stregata                     | 14 gennaio 2004   | 24 novembre 2004 |
| 13               | 10             | They Lurk Beneath                  | Le Linee di Nasca                      | 28 gennaio 2004   | 19 novembre 2004 |
| 14               | 5              | Curse of the Necklace              | Halloween                              | 17 febbraio 2004  | 12 novembre 2004 |
| 15               | 16             | Haunting of the Blackwater         | Una foto dal passato                   | 3 marzo 2004      | 29 novembre 2004 |
| 16               | 17             | Mystery of The Hole Creature       | Nadù, lo Spirito del Buio              | 13 aprile 2004    | 30 novembre 2004 |
| 17               | 2              | Fright From the Ice                | A Qualcuno Piace Freddo                | 20 aprile 2004    | 9 novembre 2004  |
| 18               | 32             | Beast From Within                  | Uno Strano Virus                       | 27 aprile 2004    | 21 dicembre 2004 |
| 19               | 29             | Revenge Of the Doppelganger        | La Vendetta del Sosia                  | 4 maggio 2004     | 16 dicembre 2004 |
| 20               | 1              | The Return Of The Beasts           | Java il Cavernicolo                    | 11 maggio 2004    | 8 novembre 2004  |
| 21               | 30             | Attack of the Mothman              | Il Mistero dell'Uomo Falena            | 18 maggio 2004    | 17 dicembre 2004 |
| 22               | 25             | Summer Camp Nightmare              | Campeggio da Incubo                    | 25 maggio 2004    | 10 dicembre 2004 |
| 23               | 24             | The Sewer Thing                    | L'Uomo Ratto                           | 8 giugno 2004     | 9 dicembre 2004  |
| 24               | 28             | Scream From the Forest             | L'Urlo della Foresta                   | 8 luglio 2004     | 15 dicembre 2004 |
| 25               | 35             | The Amazon Vapor                   | Vapore Amazzonico                      | 15 luglio 2004    | 24 dicembre 2004 |
| 26               | 19             | The Awakening                      | L'armata di pietra                     | 12 agosto 2004    | 2 dicembre 2004  |
| Seconda stagione |                |                                    |                                        |                   |                  |
| 27               | 33             | Attack of The Slime People         | Java Recita Shakespeare                | 6 settembre 2004  | 22 dicembre 2004 |
| 28               | 18             | The Vampire Returns                | Il ritorno dei vampiri                 | 8 settembre 2004  | 1 dicembre 2004  |
| 29               | 26             | Crypt of the Djini                 | La Maledizione della Djini             | 12 settembre 2004 | 13 dicembre 2004 |
| 30               | 23             | You Do Voodoo                      | Diana la Dura                          | 15 settembre 2004 | 8 dicembre 2004  |
| 31               | 27             | Zombie Island                      | La Baia della Marea Gialla             | 22 settembre 2004 | 14 dicembre 2004 |
| 32               | 36             | The Lost Tribe                     | Alpha Omega                            | 29 settembre 2004 | 27 dicembre 2004 |
| 33               | 39             | They Came From the Gateway: Part 1 | Il Portale del Male (prima parte)      | 26 ottobre 2004   | 30 dicembre 2004 |
| 34               | 40             | They Came From the Gateway: Part 2 | Il Portale del Male (seconda parte)    | 27 ottobre 2004   | 31 dicembre 2004 |
| 35               | 21             | They Came from Outer Space: Part 1 | Billy-Ganthar (prima parte)            | 28 ottobre 2004   | 6 dicembre 2004  |
| 36               | 22             | They Came from Outer Space: Part 2 | Billy-Ganthar (seconda parte)          | 29 ottobre 2004   | 7 dicembre 2004  |
| 37               | 37             | The Body-Swapper                   | Missione in Antartide                  | 3 novembre 2004   | 28 dicembre 2004 |
| 38               | 31             | Monster Movie Mayhem               | Martin Regista dell'Orrore             | 10 novembre 2004  | 20 dicembre 2004 |
| 39               | 34             | The Third Eye                      | Il Potere dei Veggenti                 | 17 novembre 2004  | 23 dicembre 2004 |
| 40               | 38             | Germs From Beyond                  | Flashback                              | 24 novembre 2004  | 29 dicembre 2004 |
| Terza stagione   |                |                                    |                                        |                   |                  |
| 41               | 41             | Curse of the looking glass         | Lo specchio dei desideri               | 5 settembre 2005  |                  |
| 42               | 42             | Mystery of the Teen Town           | La zona                                | 6 settembre 2005  |                  |
| 43               | 43             | Attack of the Evil Roommate        | Diana contro Diana                     | 19 settembre 2005 |                  |
| 44               | 44             | Web of the Spider Creature         | La tela del ragno                      | 26 settembre 2005 |                  |
| 45               | 45             | Attack of the Lawn Gnomes          | Potere agli gnomi                      | 3 ottobre 2005    |                  |
| 46               | 46             | Rise of the Sea Mutants            | Genitori in prova                      | 10 ottobre 2005   |                  |
| 47               | 47             | Hairier and Scarier                | Martin mannaro                         | 6 novembre 2005   |                  |
| 48               | 48             | Wrath of the Torrington Worm       | La collera del verme della Torrington  | 13 novembre 2005  |                  |
| 49               | 49             | The Warlock Returns                | Il ritorno di Morcand                  | 14 novembre 2005  |                  |
| 50               | 50             | Return of the Imaginary Friend     | Teddy l'amico immaginario              | 21 novembre 2005  |                  |
| 51               | 51             | Night of the Scarecrow             | La notte dello spaventapasseri         | 28 novembre 2005  |                  |
| 52               | 52             | The House of Zombies               | La casa                                | 3 dicembre 2005   |                  |
| 53               | 53             | Rise of the Secret Society         | La setta delle ossa                    | 25 dicembre 2005  |                  |
| 54               | 54             | Day of the Shadows: Part 1         | Le ombre (prima parte)                 | 2 gennaio 2006    |                  |
| 55               | 55             | Day of the Shadows: Part 2         | Le ombre (seconda parte)               | 9 gennaio 2006    |                  |
| 56               | 56             | Return of the Djini                | Il ritorno della Djini                 | 16 gennaio 2006   |                  |
| 57               | 57             | Tale of the Enchanted Keys         | Racconti d'autore                      | 22 gennaio 2006   |                  |
| 58               | 58             | All I Want for X-Mas               | L'imbroglielfo                         | 29 gennaio 2006   |                  |
| 59               | 59             | Lovespell From the Underworld      | Venosso                                | 6 febbraio 2006   |                  |
| 60               | 60             | Journey to Terrorland              | Il parco dell'orrore                   | 13 febbraio 2006  |                  |
| 61               | 61             | Curse of the Six-String Serenade   | Incantesimo d'amore                    | 20 febbraio 2006  |                  |
| 62               | 62             | Wrath of the Venus Flytrap         | La Venus acchiappamosche               | 27 febbraio 2006  |                  |
| 63               | 63             | Pirates of Doom                    | Il medaglione di capitan Blood         | 6 marzo 2006      |                  |
| 64               | 64             | Rage of the Leprechaun             | Il Leprecauno                          | 13 marzo 2006     |                  |
| 65               | 65             | It's Alive: Part 1                 | La vendetta di Octavia (prima parte)   | 20 marzo 2006     |                  |
| 66               | 66             | It's Alive: Part 2                 | La vendetta di Octavia (seconda parte) | 27 marzo 2006     |                  |

## L'uomo nero
- Titolo originale: It Came from the Bog
- Scritto da: Vincent Chalvon-Demersay

### Trama
Martin, Diana e Java vengono inviati in Inghilterra per indagare sulla scomparsa di una bambina. Una volta arrivati, scoprono presto che è stato scoperto un libro di fiabe che ha causato la liberazione dell'Uomo Nero, un mostro malvagio che ora sta portando i bambini "cattivi" nel suo misterioso mondo di paludi.

## Il risveglio della regina
- Titolo originale: Terror from the Sky
- Scritto da: Vincent Chalvon-Demersay

### Trama
Martin deve fermare dei misteriosi insetti che stanno attaccando una remota città nelle terre selvagge del Nevada con l'aiuto di una regina che sputa acido e di un meteorite radioattivo della Galassia di Andromeda.

## L'amuleto dello sciamano
- Titolo originale: The Creeping Slime
- Scritto da: Rob Hoegee

### Trama
Martin e la sua squadra vengono inviati a indagare sulla scomparsa dei lavoratori di una piattaforme petrolifere nell'Oceano Pacifico meridionale. Scoprono che uno sciamano locale ha evocando lo Spirito Nero, un mostro fatto di melma che prosciuga la forza vitale delle sue vittime, per vendicarsi sugli operai che hanno inquinato la sua isola.

## Il tesoro del Leviatano
- Titolo originale: Curse of the Deep
- Scritto da: Rhonda Smiley

### Trama
Martin, Diana e Java sono a Monte Carlo per indagare sulla scomparsa di un sommozzatore. Scoprono che un Leviatano sta custodendo un tesoro che apparteneva a un'antica tribù misteriosamente scomparsa, che pur di proteggerlo non esiterà a divorarli.

## Lo spirito del lupo
- Titolo originale: Mark of the Shapeshifter
- Scritto da: Rhonda Smiley

### Trama
Quando gli imprenditori di un progetto edile di Toronto iniziano a scomparire, Martin, Diana e Java vengono mandati ad indagare. Scoprono che un giovane nativo della tribù Massey ha evocato un lupo mannaro per vendicarsi degli imprenditori che hanno profanato la sua terra. Martin, Diana e Java cercano di fermare la bestia, ma il loro compito è reso più complicato quando vengono morsi e banditi in un mondo di spiriti mistici.

## Il drago del tempo
- Titolo originale: Mystery of the Vanishing
- Scritto da: Julie Lacey

### Trama
Martin, Diana e Java si dirigono a Boston per indagare sulla scomparsa di un intero treno della metropolitana. I tre finiscono in un mondo alternativo con una misteriosa famiglia chiamata Applebyes che intendono sacrificarli a Zook, un drago che si nutre della forza vitale degli umani ogni diversi anni.

## La scatola del caos
- Titolo originale: It Came from Inside the Box
- Scritto da: Jessica Wright

### Trama
Cose misteriose e fatti inspiegabili accadono in una tranquilla città dell'Oregon e Martin scopre che dietro tutto questo c'è la Bestia del Caos, una reincarnazione vivente del caos che è stata liberata da una scatola magica. Tocca a Martin, Diana e Java salvare la situazione.
- Curiosità: La scatola è un riferimento alla saga di Hellraiser, il design somiglia alla scatola rompicapo cubica dei film.

## Il regno degli incubi
- Titolo originale: Attack of the Sandman
- Scritto da: Nicole Demerse

### Trama
Martin, Diana e Java indagano su una struttura di ricerca presso un'università di Sydney, dove una studentessa non si sveglia più da diversi giorni. Presto incontrano l'Uomo-Sabbia, una creatura che con la sua sabbia magica manipola i sogni delle persone intrappolandoli nei loro peggiori incubi. Nel frattempo, Diana diventa dipendente dallo zucchero mentre studia per l'esame intermedio. Quando Martin scommette che rinunci allo zucchero, lei lotta per farlo.
- Curiosità: La scena in cui Carrie era mezza immersa in una fontana è un riferimento al dipinto di John Everett Millais, Ofelia.

## Il mistero della sirena
- Titolo originale: Shriek from Beyond
- Scritto da: Anne-Marie Perotta e Tean Schultz

### Trama
Martin, Diana e Java vengono inviati a indagare su una città della Norvegia, dopo che i marinai di un peschereccio hanno dichiarato di aver visto il volto di una donna in un iceberg. La città viene attaccata da una sirena, il cui canto influenza le menti degli uomini che la ascoltano, ma non Diana. Ben presto scoprono che un marinaio locale ha avuto una relazione speciale, ma molto breve, con la sirena e quando lei giurò di vendicarsi, lui la imprigionò all'interno dell'iceberg. Ora libera, la sirena cerca vendetta.

## Il Natale perfetto
- Titolo originale: Eternal Christmas
- Scritto da: Nicole Demerse

### Trama
Durante la vigilia di Natale, alcuni automobilisti scompaiono nel nulla. Indagando, Martin e Diana si ritrovano in un villaggio natalizio apparso dal nulla. Scoprono che un uomo solitario, desiderando un "Natale perfetto", ha rotto una magica sfera di neve, facendo sì che il suo contenuto venisse liberato e prendesse vita, ma in realtà sono malvagi. Martin e Diana, con l'aiuto di Billy e Java, devono riportare il contenuto nel globo prima di rimanere intrappolati per sempre.

## Il Druido Oscuro
- Titolo originale: Return of the Dark Druid
- Scritto da: Jeffrey Alan Schechter

### Trama
Martin, Diana e Java vengono mandati in un villaggio della Scozia, dove tutti gli abitanti sono misteriosamente scomparsi; al loro posto sono apparsi degli strani e inquietanti alberi. Scoprono che un ragazzino locale di nome Cameron ha accidentalmente risvegliato lo spirito di un malvagio druido, che vuole vendicarsi degli abitanti della città che secoli fa lo avevano trasformato in un albero.

## La scuola Stregata
- Titolo originale: Nightmare of the Coven
- Scritto da: Scott Kraft

### Trama
Martin, Diana e Java vengono mandati in un college femminile in Florida, per indagare sulla scomparsa del preside della scuola. Il trio scopre che la nuova preside è in realtà una strega e vuole ricreare la sua congrega trasformando le studentesse, inclusa Diana, in streghe.
- Curiosità: In questo episodio sono stati fatti diversi riferimenti al Mago di Oz.

## Le Linee di Nasca
- Titolo originale: They Lurk Beneath
- Scritto da: Anne-Marie Perotta e Tean Schultz

### Trama
Martin, Diana e Java vengono mandati in Perù per indagare sulla scomparsa di un archeologa che stava studiando le linee di Nazca. Scoprono che l'archeologa ha accidentalmente risvegliato un'antica civiltà aliena rimasta imprigionata per millenni sotto le linee e ora intendono prepararsi alla conquista della terra.

## Halloween
- Titolo originale: Curse of the Necklace
- Scritto da: Ann MacNaughton

### Trama
Durante la notte di Halloween, la squadra si reca in Irlanda, dove il proprietario di un negozio di costumi è stato spaventato a morte. Scoprono che una cliente del negozio è stata posseduta da uno spirito malvagio di nome Carlin. Ora Java, Billy, Diana e Martin devono impedirle di trasformare ogni persona in ciò che viene rappresentato dai loro costumi, anche se questo viene ostacolato quando Martin viene trasformato in un bambino mentre indossava un costume da neonato.

## Una foto dal passato
- Titolo originale: Haunting of the Blackwater
- Scritto da: Simon Racioppa & Richard Elliot

### Trama
Martin, Diana e Java si recano in un resort tra le foreste innevate della Columbia Britannica, dove da qualche giorno accadono strani fenomeni inspiegabili. Scoprono che il fantasma dell'ex proprietario della loggia è stato risvegliato e ora vuole riprendersi la sua proprietà. Ma sconfiggerlo non sarà facile, specialmente dopo che Diana viene posseduta dallo spirito.
- Curiosità: la trama di questo episodio è stata ispirata a Shining

## Nadù lo Spirito del Buio
- Titolo originale: Mystery of the Hole Creature
- Scritto da: Rhonda Smiley

### Trama
Martin, Diana e Java vengono inviati in un tempio indiano a Mohenjo-daro per impedire a uno scienziato malvagio di recuperare un tesoro custodito dallo spirito dell'oscurità, Nadù.

## A Qualcuno Piace Freddo
- Titolo originale: Fright from the Ice
- Scritto da: Skander Halim

### Trama
Alcune persone scompaiono nei pressi di un centro turistico sulle Alpi svizzere. Un antico mostro di ghiaccio sta minacciando la località, quindi Martin, Diana e Java devono trovare un modo per fermarlo prima che li trasformi in ghiaccio.

## Uno Strano Virus
- Titolo originale: Beast from Within
- Scritto da: Ben Joseph e Franklin Young

### Trama
Una misteriosa interruzione di corrente fa fuggire una creatura dalle prigioni del Centro. La creatura fuggita è Gastromo, la prima creatura che MOM ha catturato quando era un agente. Quando Martin, Diana e java vanno a cercarlo, lui si attacca a Martin e inizia a prendere il controllo su di lui per vendicarsi di MOM.

## La Vendetta del Sosia
- Titolo originale: Revenge of the Doppelganger
- Scritto da: Anne-Marie Perotta e Tean Schultz

### Trama
A Montreal, una donna viene privata letteralmente del volto da una misteriosa entità elettrica. Martin, Diana e java scoprono che una donna si è separata dal suo doppelganger che inizia a rubare il volto di qualsiasi altra donna che le assomigli, incluso quello di Diana.

## Java il Cavernicolo
- Titolo originale: The Return of the Beasts
- Scritto da: Vincent Chalvon-Demersay, David Michel e Séverine Vuillaume

### Trama
Diana e Martin ricordano come hanno incontrato Java per la prima volta. Martin ha ricevuto due giorni di punizione per aver rilasciato rane durante una lezione di scienze, e anche Diana finisce in punizione anche se non ha fatto nulla di male. Deve anche aiutarlo a catturare le rane che sono ancora in classe. Un malvagio paleontologo, il dottor Dolphus, ricrea i dinosauri mutanti per conquistare la Terra e crea Java.

## Il Mistero dell'Uomo Falena
- Titolo originale: Attack of the Mothman
- Scritto da: Rhonda Smiley

### Trama
Martin, Diana e Java vengono inviati in un liceo francese per indagare sulla scomparsa di uno studente e di un professore di biologia. Scoprono che lo studente scomparso è stato usato come cavia per un esperimento illegale che lo ha trasformato in un ibrido Uomo-Falena e ora cerca vendetta su coloro che lo hanno trasformato.

## Campeggio da Incubo
- Titolo originale: Summer Camp Nightmare
- Scritto da: John Slama

### Trama
Martin, Diana e Java vengono inviati in un campo estivo nella Columbia Britannica per indagare su delle strane luci avvistate nella zona. Dovranno distruggere un'aliena lucertola che si nutre della forza vitale dei campeggiatori.

## L'Uomo Ratto
- Titolo originale: The Sewer Thing
- Scritto da: Scott Kraft

### Trama
Mentre Diana cerca di comportarsi in modo tollerante con Martin per entrare in una prestigiosa sorellanza a Torrington, il gruppo viene inviato a Toronto, dove uno scienziato è misteriosamente scomparso. Scoprono che il custode del laboratorio di genetica, dove lavora lo scienziato scomparso, è stato accidentalmente "infettato" da una sostanza sperimentale che lo trasforma in un ibrido Uomo-Ratto. Ora cerca vendetta sugli scienziati che lo hanno trasformato.

## L'Urlo della Foresta
- Titolo originale: Scream from the Forest
- Scritto da: Jeffrey Alan Schechter

### Trama
Martin e Diana si prendono una vacanza dal centro per andare in campeggio con il padre di Martin, Gerard, nelle foreste del Quebec. Tuttavia, una famiglia aliena chiamata Synth li prende in ostaggio mentre cercano di reclamare il loro territorio.

## Vapore Amazzonico
- Titolo originale: The Amazon Vapor
- Scritto da: Nicole Demerse

### Trama
Martin e Diana vengono inviati su un fiume dell'Amazzonia, dove una misteriosa malattia sta uccidendo tutti i tipi di flora e di fauna. Durante questa missione Marvin alla fine scopre il segreto paranormale di Martin e di Diana.

## L'armata di pietra
- Titolo originale: The Awakening
- Scritto da: Rob Hoegee

### Trama
Martin, Diana e Java vengono mandati a Xi'an, in Cina, dove stanno accadendo strani fenomeni, l'ultimo una statua che ha preso vita. Scoprono che un vecchio mago cinese cerca di far resuscuitare un antico imperatore e i suoi guerrieri per far rivivere la dinastia.

## Java Recita Shakespeare
- Titolo originale: Attack of the Slime People
- Scritto da: Dale Schott

### Trama
Martin, Diana e Java indagano su una piccola città occidentale nello Utah la cui intera popolazione sembra essere scomparsa dall'oggi al domani. All'improvviso, le persone tornano in città, ma sembrano tutte un po' diverse.
- Curiosità: la trama di questo episodio è stata ispirata da L'invasione degli ultracorpi

## Il Ritorno dei Vampiri
- Titolo originale: The Vampire Returns
- Scritto da: Rob Hoegee

### Trama
Martin e la banda vanno a Parigi per verificare la misteriosa scomparsa di due adolescenti durante un giro in barca. Quando scoprono che uno degli adolescenti scomparsi lavora in un negozio di surf, si dirigono lì per dare un'occhiata e trovano un vampiro che sta succhiando l'anima alle persone. Cattura Martin, che si rivela essere il discendente di suo marito, e costringe Diana, Billy e Java ad andare a salvarlo prima che i vampiri possano liberare i loro fratelli da un'altra dimensione.

## La Maledizione della Djini
- Titolo originale: Crypt of the Djini
- Scritto da: Ben Joseph e Franklin Young

### Trama
Al Museo Nazionale del Brunel, un rapinatore è circondato da una misteriosa nebbia verde prima di essere trasformato in un mostro. Il gruppo viene inviato a indagare. Scoprono di trovarsi di fronte a una djini che vuole vendicarsi del discendente dell'uomo che l'ha catturata. Java e Diana sono rese impotenti dal potere della djini. Riuscirà Martin a fermare la djini prima che sia troppo tardi?

## Diana la Dura
- Titolo originale: You Do Voodoo
- Scritto da: Simon Racioppa e Richard Elliot

### Trama
Dopo che Martin ha affermato che Diana è una "santarellina", la ragazza si trasforma drasticamente in un'immagine da "cattiva ragazza" per dimostrare che si sbagliavano. Al Centro, MOM dice loro che c'è stato un bizzarro attacco al sindaco di Stillwater, in Louisiana, da parte di una forza invisibile e li manda a indagare. Dopo alcuni altri strani eventi scoprono che un politico corrotto sta usando la magia Vudù per eliminare la sua concorrenza. Intende vincere la corsa al sindaco e finire nell'ufficio del sindaco, che è stato costruito per nascondere la tana di un potente sciamano. Una volta sfruttato il potere di un antico talismano nascosto sotto, diventerà un inarrestabile prete voodoo!

## La Baia della Marea Gialla
- Titolo originale: Zombie Island
- Scritto da: John Slama

### Trama
Martin, Diana e Java vengono inviati in un resort nel Mar dei Caraibi dove le persone sono scomparse. Scoprono che esiste un malvagio mostro marino che trasforma le sue vittime in zombi.
- Curiosità: l'episodio è ispirato alla serie televisiva Fantasilandia.

## Alpha Omega
- Titolo originale: The Lost Tribe
- Scritto da: Ron Degenova

### Trama
Alla ricerca di due agenti del Centro scomparsi nel Sahara, la banda si ritrova nella città perduta di Alpha Omega. Gli Alpha-Omega scambiano Diana calva (grazie a un incidente di parrucchiere di Jenni) per la loro regina perduta di nome Una. Lei è il segno che stavano aspettando per iniziare la loro conquista del mondo di superficie.

## Il Portale del Male (prima parte)
- Titolo originale: They Came from the Gateway: Part 1
- Scritto da: Rhonda Smiley

### Trama
Quando MOM non riesce a tornare dalla sua vacanza in Tibet, Billy chiama Martin, Diana e Java per indagare (nonostante il fatto che Martin sia stato temporaneamente sospeso dal Centro). Scoprono cosa stava davvero facendo MOM: era in missione segreta per trovare e distruggere Il Portale, un passaggio tra la Terra e il mondo degli Inferi!

## Il Portale del Male (seconda parte)
- Titolo originale: They Came from the Gateway: Part 2
- Scritto da: Ben Joseph & Franklin Young

### Trama
Le cose sembrano piuttosto definitive mentre i mostri appaiono in tutto il mondo e sopraffanno tutti gli agenti del Centro, mentre l'ormai malvagia MOM e il Guardiano si uniscono per distruggere la banda. È questa la fine della linea per la banda e il Centro?

## Billy-Ganthar (prima parte)
- Titolo originale: They Came from Outer Space: Part 1
- Scritto da: Ben Joseph e Franklin Young

### Trama
Le persone che vivono nel New Mexico vicino alla centrale nucleare di Los Lunas si svegliano senza capelli e denti e sembrano apparire in due posti contemporaneamente. Quando Martin, Diana e Java arrivano per indagare, trovano alcune prove del coinvolgimento alieno che spaventa Billy e lo costringe a rivelare il suo passato nascosto come Ganthar, il capo di una banda di pirati extraterrestri.

## Billy-Ganthar (seconda parte)
- Titolo originale: They Came from Outer Space: Part 2
- Scritto da: Ben Joseph e Franklin Young

### Trama
MOM rivela la vita nascosta di Billy nei panni di Ganthar, distruttore di mondi, prima che abbandonasse il suo vecchio nome, forma e stile di vita e si unisse al Centro. Manda la banda a scambiare gli alieni catturati con Billy, ignara che una volta che gli alieni si saranno riuniti, potranno chiamare rinforzi e distruggere la Terra! L'unico che può fermarli è Billy, ma per farlo dovrà diventare di nuovo Ganthar e potrebbe non voler tornare indietro.

## Missione in Antartide
- Titolo originale: The Body-Swapper
- Scritto da: Rhonda Smiley

### Trama
MOM e Diana decidono di rompere con Martin la sua costante abitudine di "prendere in prestito" le loro cose. Ma questo viene presto messo in ombra dai problemi alla base del Centro in Antartide, dove Martin può scegliere di collaborare con il suo vecchio rivale Marvin (che incolpa Martin per il suo trasferimento nella tundra ghiacciata), o diventare un ospite per un organismo che è stata portata alla luce accidentalmente e sta diventando più forte con ogni ospite che prende.
- Curiosità: L'episodio rende diversi omaggi al film di John Carpenter, La Cosa: ambientato nell'Artico, in cui la creatura a volte non riesce a trasformarsi completamente e imita un cane.

## Martin Regista dell'Orrore
- Titolo originale: Monster Movie Mayhem
- Scritto da: Simon Racioppa & Richard Elliot

### Trama
I tentativi di Martin di girare il proprio film dell'orrore vengono interrotti quando una formica gigante emerge dallo schermo del drive-in locale che sta proiettando un vecchio film di fantascienza sugli insetti giganti. Martin e Diana scoprono presto che una maledizione di 500 anni sta dando vita a mostri immaginari, e poiché Java interpretava la creatura nel film di Martin, è stato trasformato in un vero zombi di palude radioattivo. A peggiorare le cose, se i mostri non vengono tutti sconfitti all'alba, diventeranno indistruttibili e la Torrington Academy non se ne libererà mai.

## Il Potere dei Veggenti
- Titolo originale: The Third Eye
- Scritto da: Rob Hoegee

### Trama
Mentre Marvin ha lasciato Torrington, Martin è infastidito dal fatto che tutti (in particolare Jenny) stiano ancora parlando di lui piuttosto che prestare attenzione alle sue acrobazie sportive estreme. La sua gelosia prende il sopravvento quando scopre che MOM ha nominato Marvin un agente del Centro e lo ha assegnato a lavorare con Martin e Diana nella loro prossima missione: indagare su strani incidenti allo Scopes Institute, una scuola per non vedenti situato nella Columbia Britannica. Con Marvin pronto a ostentare la sua superiorità, Martin che ribolle di gelosia e Diana che sbava per Marvin, nessuno si accorge che una ragazza dell'istituto è stata posseduta dai Veggenti, un gruppo di mistici capaci di vedere il futuro, che ora vogliono essere liberati dalla loro prigione e conquistare il mondo.

## Flashback
- Titolo originale: Germs from Beyond
- Scritto da: Michelle & Robert Lamoreaux

### Trama
Mentre sono malati di una misteriosa malattia, Martin, Java e Diana vengono messi in quarantena nell'ala medica del Centro e ricordano le loro avventure passate. A causa di un malinteso, pensano che MOM abbia deciso di sopprimerli prima che possano diffondere la malattia. Fuggono più in profondità nel Centro ignari che la vera causa dell'allarme è che l'Uomo Nero è scappato e si stanno dirigendo proprio verso di lui! Durante l'episodio il gruppo ricorda i vari momenti delle loro missioni: dalle varie ipotesi investigative di Martin, alle volte in ci si imbattono in una sostanza viscosa, alle volte in cui Java ha salvato la situazione, ecc.

## Lo specchio dei desideri
- Titolo originale: Curse of the Looking Glass
- Scritto da: Jeffrey Alan Schechter

### Trama
Darla, una ragazza timida e solitaria a Torrington, trova uno specchio a cui esprime il suo desiderio di diventare bella e attraente per i ragazzi. Il desiderio si avvera, ma ogni ragazzo che tocca si trasforma in un mostro. Nel frattempo, Billy ha un nuovo gadget che gli permette di mimetizzarsi con il gruppo e aiuta la squadra in questa missione.

## La zona
- Titolo originale: Mystery of Teen Town
- Scritto da: Ben Joseph e Franklin Young

### Trama
Mentre sono in gita scolastica, Martin, Diana e la loro classe si imbattono in una cittadina del Maine, popolata solo da bambini e adolescenti. Martin e Diana scoprono che il capo banda locale ha scoperto un sito web misterioso con un alieno malvagio intrappolato dentro, che usa l'energia di chiunque abbia più di 18 anni per uscire dalla sua prigione di Internet.
- Curiosità. la trama dell'episodio è ispirata a quella della serie di film Grano rosso sangue.

## Diana contro Diana
- Titolo originale: Attack of the Evil Roommate
- Scritto da: Nicole Demerse

### Trama
Quando Martin mostra a Diana alcuni nuovi artefatti soprannaturali che ha ordinato da internet, lei ha a malapena il tempo di notarli. In effetti, è così sopraffatta dalla vita (compiti a casa, club, vita sociale, lavoro al Centro), che con disinvoltura esprime il desiderio di poter essere in due posti contemporaneamente. Tuttavia, ne Martin ne Diana sanno che degli articoli ordinati solo uno è un autentico manufatto mistico: una statuetta che, quando Diana la rompe, esprime il suo desiderio e crea un'altra Diana.

## La tela del ragno
- Titolo originale: Web of the Spider Creature
- Scritto da: Jeff Biederman

### Trama
Il vecchio insegnante di biologia di Torrington, il signor Black, si lascia mordere da un ragno, trasformandosi in una creatura metà ragno e metà umana per vendicarsi del personale che lo hanno costretto al ritiro.

## Potere agli gnomi
- Titolo originale: Attack of the Lawn Gnomes
- Scritto da: Ben Joseph e Franklin Young

### Trama
Martin, Diana, Java e Billy indagano sulle segnalazioni di strane piccole creature che terrorizzano una città vicina. Scoprono che alcuni adolescenti hanno rubato per divertimento uno gnomo dal giardino di un'anziana signora, la quale ha usato un incantesimo per dare vita agli altri gnomi e vendicarsi. Ora gli gnomi prendono vita e trasformano tutti in gnomi da giardino finché non recupereranno il loro amico scomparso.

## Genitori in prova
- Titolo originale: Rise of the Sea Mutants
- Scritto da: Rhonda Smiley

### Trama
MOM, stanca dei continui battibecchi tra Martin e Diana, decide di affidare ai due Baby, una piccola neonata robot a cui i ragazzi dovranno badare insieme (in caso contrario la loro squadra cesserà di esistere). Nel frattempo, vengono inviati in una cittadina dove gli abitanti sono scomparsi. Scoprono che un ragazzo ha cercato di allevare delle scimmie marine, ma quando queste non sono comparse, ha butta il pacchetto nel water, dove hanno raggiungono l'acqua inquinata, diventando mutanti marini.

## Martin mannaro
- Titolo originale: Hairier and Scarier
- Scritto da: Rhonda Smiley

### Trama
Per aver usate le apparecchiature del Centro per rimorchiare le ragazze, Martin viene obbligato a pulire le celle della prigione come punizione. Ma durante la pulizia di una cella, Martin viene graffiato dal Lupo Mannaro Fantasma (un maschio alpha capace di rendersi invisibile), diventando un lupo mannaro parziale. Mentre Martin cerca di nascondere il suo mutamento agli altri, il prigioniero fugge e trasforma gli studenti di Torrington in lupi mannari.

## La collera del verme della Torrington
- Titolo originale: Wrath of the Torrington Worm
- Scritto da: Richard Clark

### Trama
Gerard rilascia accidentalmente e viene inghiottito da un verme preistorico, che Martin ha catturato. Quel che è peggio, se Martin non ferma presto il verme, il DNA di suo padre e del verme si fonderanno per sempre.

## Il ritorno di Morcand
- Titolo originale: The Warlock Returns
- Scritto da: Rhonda Smiley

### Trama
Per vincere un concorso per trovare la migliore leggenda metropolitana, Martin libera accidentalmente Morcand, uno stregone malvagio che ora vuole vendicarsi degli abitanti della Torrington che 200 anni fa lo hanno imprigionato in fondo a un pozzo.

## Teddy l'amico immaginario
- Titolo originale: Return of the Imaginary Friend
- Scritto da: Nicole Demerse

### Trama
Martin, Diana e Java si recano a Dorchester, per indagare sulla scomparsa di alcune studentesse. Scoprono che l'orsacchiotto di un'adolescente ha preso vita e inizia a trasformare le sue amiche in repliche di bambole.

## La notte dello spaventapasseri
- Titolo originale: Night of the Scarecrow
- Scritto da: Jeffrey Alan Schechter

### Trama
Martin, Diana e Java fanno a visita alla la zia di Martin, Tamson, in una fattoria. Si divertono, finché il giorno dopo scoprono che gli animali sono ammalati e le piante sono tutte marcite. Scoprono che il primo proprietario, dopo essere stato costretto a cedere la sua terra allo Stato, ha seppellito un talismano per legare il terreno alla sua famiglia. E ora, lo spaventapasseri nel campo della zia Tamson prende vita e si scatena su tutta la fattoria.

## La casa
- Titolo originale: The House of Zombies
- Scritto da: Richard Clark

### Trama
Quando Martin, Diana, Java e Billy vanno con MOM a un ritiro aziendale di sei giorni, arriva una brutta tempesta e sono costretti a rifugiarsi in una vecchia casa abbandonata inquietante. Quello che non sanno è che l'uomo che ha costruito la casa è un amante respinto che ancora non se n'è andato e non vuole lasciarli partire.
- Curiosità: la trama di questo episodio è basata sulla serie di film de La Casa.

## La setta delle ossa
- Titolo originale: Rise of the Secret Society
- Scritto da: Simon Racioppa e Richard Elliot

### Trama
Martin e il compagno di scuola Jerry vengono scelti per unirsi alle Ossa, una società segreta in cui l'appartenenza garantisce poteri fantastici (come telecinesi, teletrasporto ed elettrocinesi) e cose gratuite (come dessert extra e auto sportive). Entrambi sono entusiasti finché non trovano ciò che li attende con la "prova d'ingresso".

## Le ombre (prima parte)
- Titolo originale: Day of the Shadows: Part 1
- Scritto da: Ben Joseph e Franklin Young

### Trama
Martin, Diana e Billy sono confusi quando un giorno si svegliano e si ritrovano gli unici nel campus e quello che sembra essere il mondo. Presto incontrano Kaitlin, un'altra persona confusa che si rivela essere quasi come lo spirito affine di Martin. Trovano Billy dopo che Diana è scomparsa in un buco nero e scoprono che le stesse ombre delle persone li stanno attaccando e trascinandoli in uno strano mondo di ombre.

## Le ombre (seconda parte)
- Titolo originale: Day of the Shadows: Part 2
- Scritto da: Ben Joseph e Franklin Young

### Trama
Kaitlin è caduta vittima della sua ombra e, come al solito, spetta a Martin e Billy salvare la situazione. Hanno scoperto che poiché le persone che erano al sicuro dormivano nella luce, questa è la cosa che le creature dell'ombra temono. Con l'aiuto del Legendex, si rendono conto che il leader delle creature ombra, Barak il Senza Volto, vuole conquistare la Terra, ma ha bisogno di tutti gli umani nel suo regno prima di poter attraversare e quando lo farà, la porta si aprirà. chiudere per sempre. Quando anche Billy viene catturato e Martin è l'ultimo essere sulla Terra, inizia la resa dei conti.

## Il ritorno della Djini
- Titolo originale: Return of the Djini
- Scritto da: Jeffrey Alan Schechter

### Trama
Diana è arrabbiata con Martin e Kaitlin, e la Djini usa questo a suo vantaggio mentre la possiede con un braccialetto incantato. La Djini è in cerca di vendetta mentre usa Diana per tentare Billy, Java e Martin nel suo incantesimo per liberarsi.

## Racconti d'autore
- Titolo originale: Tale of the Enchanted Keys
- Scritto da: Jeffrey Alan Schechter

### Trama
Evan Prince, un celebre scrittore di romanzi sul paranormale e autore preferito di Martin, arriva a Torrington per la presentazione del suo ultimo libro. Durante le firme, Martin rimane affascinato dalla vecchia macchina da scrivere di Prince, il quale entusiasta la regala al giovane. Martin, stranamente ispirato, comincia a usare la macchina per scrivere delle storie del terrore, ma presto scopre che le storie che ha scritto hanno preso davvero vita.

## L'imbroglielfo
- Titolo originale: All I Want for X-Mas
- Scritto da: Rob Hoegee

### Trama
Martin e Diana sono bloccati a scuola per Natale finché MOM non li invita alla festa di Natale del Centro. Tutto va bene finché non appare Jingle Jim, un elfo malvagio intento a rovinare il Natale di tutti distorcendo i loro auguri di Natale.

## Venosso
- Titolo originale: Lovespell from the Underworld
- Scritto da: Ben Joseph e Franklin Young

### Trama
Martin si riunisce con la sua prima cotta, Vivian Michelle, che lo metteva in imbarazzo durante i tempi delle scuole elementari. Martin cerca di evitarla, ma quando scopre che Vivian è cambiata, cambia idea su di lei. Diana sospetta che Vivian sia diversa a causa della sua strana pelle. Vivian è in realtà Venosso, un camaleonte mutato, che è stato il primo mostro che Martin abbia mai catturato, in cerca di vendetta.

## Il parco dell'orrore
- Titolo originale: Journey into Terrorland
- Scritto da: Rhonda Smiley

### Trama
MOM, Java, Billy e Diana decidono di portare Martin a Terrorland, un famoso parco di divertimenti a tema Horror, per festeggiare il suo primo anniversario da agente del Centro, ma quando Billy scompare, la banda decide di cercarlo. MOM e Java vengono trasformati in zombi e Diana viene trasformata in un serpente marino a due teste. Martin scopre presto che il parco è infestato dallo Spirito dello Scarabeo, uno spirito egiziano che crede di essere ancora nella tomba che stava sorvegliando.

## Incantesimo d'amore
- Titolo originale: Curse of the Six-String Serenade
- Scritto da: Nicole Demerse

### Trama
Martin, Billy e Java fondano la loro band per attirare le ragazze, ma Martin scopre che la sua nuova chitarra elettrica è incantata e trasforma le sue fan in mostri d'amore ossessionate da lui.

## La Venus acchiappamosche
- Titolo originale: Wrath of the Venus Flytrap
- Scritto da: Simon Racioppa e Richard Elliot

### Trama
L'esperimento sulla pianta di uno studente per la fiera della scienza va storto e la pianta inizia a divorare la concorrenza e qualsiasi altra cosa si metta sulla sua strada.

## Il medaglione di capitan Blood
- Titolo originale: Pirates of Doom
- Scritto da: Jeff Biederman

### Trama
Martin va in gita scolastica in un museo dove c'è una mostra sui pirati. Decide di vedere dove si trovano le cose, che si dice abbiano poteri soprannaturali, appartenenti a un vecchio pirata. Portando con sé un medaglione, Martin viene posseduto dallo spirito del pirata Captain Blood, mette Java e il suo insegnante sotto il suo incantesimo, ed è alla ricerca del tesoro che può sollevare lo spirito dei pirati caduti.

## Il Leprecauno
- Titolo originale: Rage of the Leprechaun
- Scritto da: Scott Kraft

### Trama
Marvin scappa da un leprecauno arrabbiato e chiama Martin e Diana per chiedere aiuto. Si scopre che Marvin ha derubato il leprecauno di un mistico quadrifoglio che garantisce al detentore una fortuna illimitata e il leprecauno vuole riprenderselo.

## La vendetta di Octavia (prima parte)
- Titolo originale: It's Alive: Part 1
- Scritto da: Simon Racioppa e Richard Elliot

### Trama
Diana si dimette dal centro per non aver ricevuto una buona valutazione e si unisce a un'organizzazione paranormale rivale chiamata CIHL (presentata a lei come Creative Institute for Higher Learning - un nome di copertura). A sua insaputa, c'è un secondo fine dietro il loro invito. Ora armata di equipaggiamento CIHL, inizia a rubare i depositi di mostri di Martin.

## La vendetta di Octavia (seconda parte)
- Titolo originale: It's Alive: Part 2
- Scritto da: Simon Racioppa e Richard Elliot

### Trama
Diana scopre che CIHL sta per "Creature Intelligence Hybrid Laboratory" e inizia a combatterlo. Tuttavia, è sopraffatta dai mostri che una volta erano gli agenti di Octavia Paine (Octavia Paine l'ha appena usata). È stata trasformata in un ibrido metà lucertola e metà ragazza da Octavia Paine, un ex agente del Centro, che non ha ottenuto una buona valutazione. Quindi Octavia crea il "mostro definitivo", un essere creato combinando i DNA e i poteri dei vari mostri che hanno catturato, e lo invia per vendicarsi di MOM. Martin e Diana lavorano in squadra per sconfiggerlo. Alla fine, Diana ottiene una valutazione aggiornata, mentre Martin ottiene una valutazione declassata. Il Centro la accoglie di nuovo e le cose tornano alla normalità.